# 본도인

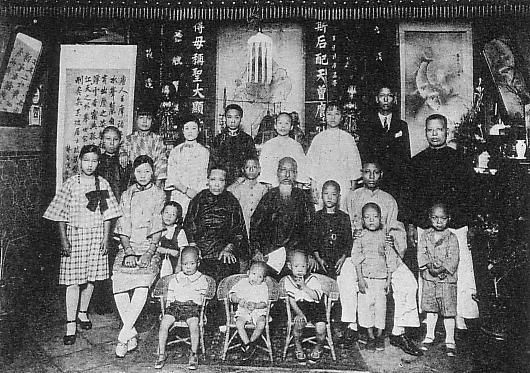
1930년경 본도인 (첸(陳) 일족)

본도인(일본어: 本島人 혼토진[*])은 일본 제국이 타이완(臺灣)을 식민 지배할 때, 타이완에 본적지를 둔 "일본 국민"의 일본 법령상 호칭이었다.

## 같이 보기
- 본성인
- 외지인